# Ophiomyia senecionina
Ophiomyia senecionina är en tvåvingeart som beskrevs av Erich Martin Hering 1944. Ophiomyia senecionina ingår i släktet Ophiomyia och familjen minerarflugor.
Artens utbredningsområde är Frankrike. Inga underarter finns listade i Catalogue of Life.